# ハプテン
ハプテン (hapten) とは免疫原性を欠き、反応原性のみをもつ抗原。つまり、特異抗体と反応はするが、抗体やリンパ球の増殖や分化を誘導しない性質をもつ物質。不完全抗原（ふかんぜんこうげん、incomplete antigen）とも呼ばれる。脂質や核酸などの分子量数百以下の低分子。
ハプテンは高分子のキャリアータンパク質と結合することにより免疫原性をもつようになる。薬物アレルギーはハプテンである薬剤が細胞質に結合し、免疫原性をもつことによって生じる。